# Roberto Torres
Roberto Torres, paragvajski nogometaš in trener, * 6. april 1972.
Za paragvajsko reprezentanco je odigral eno uradno tekmo.